# كميل سزاتماري
كميل سزاتماري (11 مارس 1909 – غ. م.) هو مبارز بالسيف روماني راحل، مثّل بلاده في الألعاب الأولمبية الصيفية 1936.

## روابط خارجية
كميل سزاتماري على موقع أوليمبيديا (الإنجليزية)